# Swanepomp

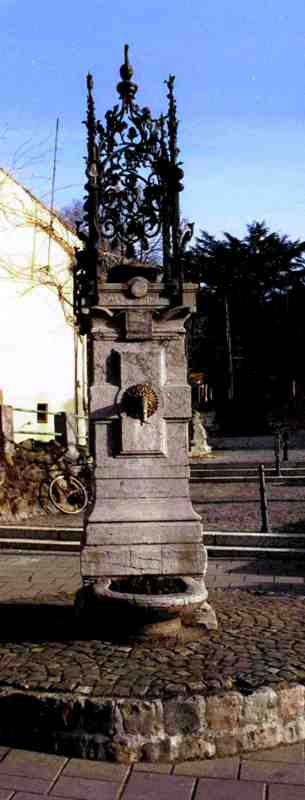
Swanepomp

De Swanepomp is een monumentale pomp in de Antwerpse plaats Heist-op-den-Berg, die zich bevindt in de Bergstraat.
De pomp bestaat uit een arduinen kolom met waterbekken die de eigenlijke pomp is en afkomstig is van het Kerkplein. Deze werd in 1905 naar de Bergstraat verplaatst. In 1933 werd deze pomp voorzien van een gietijzeren bekroning. Daarin is de beeltenis verwerkt van een zwaan, het symbool van Heist-op-den-Berg, alsmede vier dolfijnen. De bekroning werd vervaardigd door Arthur Vereecke.